# Е̌
Cette page contient des caractères spéciaux ou non latins. S’ils s’affichent mal (▯, ?, etc.), consultez la page d’aide Unicode.
Ne doit pas être confondu avec la lettre latine E caron ‹ Ě ě ›.
Е̌ (minuscule : е̌), appelé ié caron, est une lettre additionnelle de l’alphabet cyrillique utilisée en doungane par certains auteurs ou dans la transcription du chinois. Elle est composée du ié ‹ Е › diacrité d’un caron.

## Utilisations
En doungane, certains auteurs utilisent les accents sur les voyelles pour indiquer les tons, dont le ié caron cyrillique ‹ е̌ ›,.
Le ié caron cyrillique ‹ е̌ › est utilisé, dans la transcription du chinois dans le Большой китайско-русский словарь (Grand Dicitonnaire chinois-russe) ou par certains auteurs, pour transcrire le e caron ‹ ě › latin du pinyin,.

## Représentation informatique
Le ié caron peut être représenté avec les caractères Unicode suivants (cyrillique, diacritiques) :
| formes    | représentations | chaînes de caractères | points de code | descriptions                                     |
| --------- | --------------- | --------------------- | -------------- | ------------------------------------------------ |
| capitale  | Е̌               | Е◌̌                    | U+0415 U+030C  | lettre majuscule cyrillique ié diacritique caron |
| minuscule | е̌               | е◌̌                    | U+0435 U+030C  | lettre minuscule cyrillique ié diacritique caron |